# Marli Hoppe-Ritter
Marli Hoppe-Ritter (geb. 1948) ist eine deutsche Unternehmerin und Gesellschafterin der Alfred Ritter GmbH & Co. KG.

## Leben
Hoppe-Ritter wurde 1948 als Tochter von Martha und Alfred Otto Ritter geboren. 1967 begann sie das Studium der Volkswirtschaft, wechselte aber bald zu Jura. Ihren Abschluss machte sie in Heidelberg, wo sie anschließend auch als Rechtsanwältin praktizierte. Ab 1976 war sie Mitgründerin des Autonomen Frauenhauses in Heidelberg und leitete und finanzierte seine Tätigkeit lange Jahre. Daneben unterstützte sie finanziell auch die linksalternative Stadtzeitschrift Kommunale und den Verlag Wunderhorn. 
Seit 1978 ist sie im Beirat der Alfred Ritter GmbH & Co. KG, dem sie lange Zeit auch vorsaß. Spätestens 2021 ist Hoppe-Ritter aus dem Beirat ausgeschieden, ihr Sohn Tim Hoppe folgte ihr nach. Gemeinsam mit ihrem Bruder Alfred Theodor Ritter und beiden Kindern ist sie Gesellschafterin des Unternehmens.
Ab 1990 begann sie für Ritter mit dem Aufbau von Strukturen für einen nachhaltigen, ökologischen und sozial verträglichen Kakaoanbau in Nicaragua, der 2007 in die Produktion und Vertrieb von Bio-Schokolade der Marke Ritter Sport mündete. Nachdem die Sorten 2013 wieder vom Markt genommen wurden, integrierte das Unternehmen die Strukturen in ein Anschlussprogramm, das langfristig zur Versorgung des Unternehmens mit Kakao beitragen soll.
2005 eröffnete Hoppe-Ritter in Waldenbuch das Museum Ritter, das ihre seit Ende der 1990er Jahre aufgebaute Kunstsammlung zum Thema „Das Quadrat in der Kunst“ beherbergt. Es wird getragen von der Marli-Hoppe-Ritter-Stiftung zur Förderung der Kunst. Hoppe-Ritter ist mit einer 10%igen Beteiligung auch Gesellschafterin der Ritter Energie- und Umwelttechnik GmbH & Co. KG ihres Bruders.
Seit 2012 ist sie Trägerin des Verdienstordens des Landes Baden-Württemberg. Hoppe-Ritter lebt in Schwetzingen, ist verheiratet mit dem Rechtsanwalt Hilmar Hoppe und hat zwei Söhne.